# Комишла
Комишла́ (рос. Камышла) — селище у складі Матвієвського району Оренбурзької області, Росія.

## Населення
Населення — 13 осіб (2010; 27 у 2002).
Національний склад (станом на 2002 рік):
- мордва — 63 %